# Lacellina graminicola
Lacellina graminicola är en svampart som först beskrevs av Berk. & Broome, och fick sitt nu gällande namn av Petch 1924. Lacellina graminicola ingår i släktet Lacellina, divisionen sporsäcksvampar och riket svampar.   Inga underarter finns listade i Catalogue of Life.